# Lasioptera spiraeafolia
Lasioptera spiraeafolia är en tvåvingeart som beskrevs av Ephraim Porter Felt 1909. Lasioptera spiraeafolia ingår i släktet Lasioptera och familjen gallmyggor.
Artens utbredningsområde är Maine. Inga underarter finns listade i Catalogue of Life.